# Le Theil (Manche)
Pour les articles homonymes, voir Le Theil.
Le Theil est une ancienne commune française du département de la Manche et de la région Normandie, devenue le 1er janvier 2016 une commune déléguée au sein de la commune nouvelle de Gonneville-Le Theil. Ce statut est supprimé lors du renouvellement du conseil municipal en 2020.

## Géographie
La commune est traversée par la Saire.
| Gonneville (comm. nouv. de Gonneville-Le Theil) | Gonneville (comm. nouv. de Gonneville-Le Theil) | Brillevast           |
| Le Mesnil-au-Val                                | du Theil                                        | Teurthéville-Bocage  |
| Saussemesnil                                    | Saussemesnil                                    | Montaigu-la-Brisette |

## Toponymie
Le nom de la localité est attesté sous les formes Tilia au XIIe siècle, Tylia au XIIIe siècle et le Teil en 1322. 
Le toponyme est issu de l'ancien français til ou teil, « tilleul »,,.
Le gentilé est Theillais.

## Histoire
Le 1er janvier 2016, Le Theil intègre la commune de Gonneville-Le Theil créée sous le régime juridique des communes nouvelles instauré par la loi no 2010-1563 du 16 décembre 2010 de réforme des collectivités territoriales. Les communes de Gonneville et Le Theil deviennent des communes déléguées et Gonneville est le chef-lieu de la commune nouvelle.

## Politique et administration
Le conseil municipal était composé de quinze membres dont le maire et trois adjoints. Ces conseillers intègrent au complet le conseil municipal de Gonneville-le-Theil le 1er janvier 2016 jusqu'en 2020 et Patrice Gomeriel devient maire délégué.
| Période      | Période   | Identité         | Étiquette | Qualité   |
| ------------ | --------- | ---------------- | --------- | --------- |
| janvier 2016 | juin 2020 | Patrice Gomeriel | SE        | Ingénieur |

## Démographie
En 2018, la commune comptait 653 habitants. Depuis 2004, les enquêtes de recensement dans les communes de moins de 10 000 habitants ont lieu tous les cinq ans (en 2006, 2011, 2016, etc. pour Le Theil) et les chiffres de population municipale légale des autres années sont des estimations.
Le Theil a compté jusqu'à 1 170 habitants en 1821.
| 1793 | 1800 | 1806  | 1821  | 1831  | 1836  | 1841  | 1846  | 1851  |
| ---- | ---- | ----- | ----- | ----- | ----- | ----- | ----- | ----- |
| 960  | 907  | 1 146 | 1 170 | 1 146 | 1 080 | 1 074 | 1 020 | 1 132 |

| 1856 | 1861 | 1866 | 1872 | 1876 | 1881 | 1886 | 1891 | 1896 |
| ---- | ---- | ---- | ---- | ---- | ---- | ---- | ---- | ---- |
| 949  | 990  | 904  | 921  | 854  | 782  | 724  | 692  | 669  |

| 1901 | 1906 | 1911 | 1921 | 1926 | 1931 | 1936 | 1946 | 1954 |
| ---- | ---- | ---- | ---- | ---- | ---- | ---- | ---- | ---- |
| 640  | 577  | 556  | 458  | 490  | 484  | 510  | 527  | 504  |

| 1962 | 1968 | 1975 | 1982 | 1990 | 1999 | 2006 | 2011 | 2016 |
| ---- | ---- | ---- | ---- | ---- | ---- | ---- | ---- | ---- |
| 421  | 382  | 371  | 447  | 523  | 558  | 647  | 665  | 670  |

| 2018 | - | - | - | - | - | - | - | - |
| ---- | - | - | - | - | - | - | - | - |
| 653  | - | - | - | - | - | - | - | - |

## Lieux et monuments
- Église Sainte-Marguerite, du XIIe siècle[15], remaniée aux XIVe et XVIIe siècles. Son patronage avait été donné au XIIe siècle à l'abbaye Notre-Dame du Vœu de Cherbourg. Son chœur ogival est voûté en pierre et communique par deux arcades romane avec la chapelle du rosaire. Un bas-relief du XVe siècle en pierre calcaire, au chevet de la sacristie, représentant Le Martyre de saint Blaise, évêque de Sébaste en Arménie, allant subir le martyr entre deux soldats en costume médiéval, et une statue de saint Clair du XVIe siècle sont classés au titre objet aux monuments historiques[16]. Elle abrite également un maître-autel du XVIIIe siècle, une chaire à prêcher du XVIIIe siècle, une poutre de gloire du XVIIe siècle, les statues de saint Firmin du XIXe siècle, sainte Marguerite du XVIIIe siècle, un tableau la Descente de croix du XVIIe siècle, ainsi qu'un tableau symbolisant la Première Guerre mondiale intégré dans le retable de l'autel latéral de l'église œuvre du peintre contemporain du Cotentin Lucien Goubert (1887-1964) et réalisé par l'atelier Croisy de Cherbourg avec la liste des morts[7].
- Ancien presbytère du XVIIIe siècle.
- La fontaine Saint-Clair, à la lisière du bois de Barnavast.

Chaque année, le troisième dimanche du mois de juillet, un pèlerinage à la fontaine Saint-Clair, à la lisière du bois de Barnavast est organisé. Il rend hommage à saint Clair, saint normand mort en martyr en 884. Une messe est célébrée le matin dans les bois, elle est suivie d'un repas partagé par les pèlerins. Pour les croyants, la fontaine Saint-Clair aurait des vertus miraculeuses pour les yeux.
- Oratoire du XIXe siècle avec Vierge à l'Enfant dite Vierge des Francs.
- Croix de chemin du XIXe siècle dite la Croix rouge, croix de cimetière du XVIe siècle
- Camp romain dans la forêt de Barnavast, dont la présence serait confirmée avec notamment la découverte, en 1806, d'une grande quantité de tuiles au Quesnelay[7].
- Stèle à la mémoire des aviateurs américains du B-26 Marauder qui s'est écrasé le 15 février 1944 au Theil[7].